# メソリゾビウム属
メソリゾビウム属は硝酸細菌の一種である根粒菌に分類される。グラム陰性の非芽胞形成好気性桿菌で鞭毛を有する種がある。フィロバクテリウム科に属し、基準種はメソリゾビウム・ロティ。属名は(リゾビウム属とブラディリゾビウム属と比べて成長速度が)中間の根の生物を意味する。GC含量は59から64。
かつてリゾビウム属に属していたリゾビウム・ロティやリゾビウム・フアクイイなどが遺伝子の系統分析の結果、フィロバクテリウムに近縁であるとして分けられ新たに設けられた。グルコース、ラムノース及びスクロースを利用することができる。メソリゾビウム・ロティはミヤコグサ属と共生して根粒を形成する。